# Trần Lư
Trần Lư hay Trần Lô (chữ Hán: 陳驢) (1470 - 1527 hoặc 1540), còn có tên là Lương, tự Tu Khê, là một hiến sát sứ thời Lê sơ, đỗ đồng tiến sĩ vào năm 1502. Theo nhiều nguồn ở Việt Nam, ông được xem là ông tổ nghề sơn và được tôn làm bậc thầy đầu tiên của nghề sơn.

## Thân thế
Trần Lư sinh năm Canh Dần 1470, là người Bình Vọng, huyện Thượng Phúc (Hà Nội), nay thuộc xã Văn Bình, Thường Tín.

## Sự nghiệp
Ông đậu Đệ tam giáp đồng tiến sĩ xuất thân khoa Nhâm Tuất năm 1502 và là một trong 34 người đỗ Đệ tam giáp đồng tiến sĩ xuất thân cùng khoa. Về sau ông làm đến chức hiến sát sứ và đã hai lần đi sứ, có một lần vào thời vua Lê Thánh Tông. Do đi sứ Trung Quốc, ông được cho là đã nắm vững nghề vẽ bằng sơn và đã dạy nghề này cho cả làng ông. Theo Dân Trí, các học trò của Trần Lư đã lập phường thợ và "tỏa đi khắp nơi". Theo nhiều nguồn, ông thường được cho là ông tổ của nghề sơn, tuy nhiên theo một cuốn sách xuất bản tại Hà Nội năm 1994, Trần Lư chỉ là người cải tiến kỹ thuật sơn hoặc "tìm ra một phương pháp nào đó để xử lý chất liệu sơn tốt hơn" và cho rằng nghề sơn đã có từ rất sớm.
Ông đã sáng tác hơn một ngàn bài thơ nhưng nay không còn. Lê Quý Đôn có sưu tập được hai bài thơ trong Toàn Việt thi lục, một bài thơ nói về học nghề sơn, một bài thơ khi đi sứ.
Khi nhà Mạc giành ngôi nhà Lê sơ, ông không chịu làm quan. Theo một số tài liệu, lúc ông đi sứ về thì Mạc Đăng Dung lên ngôi nên ông đã "tử tiết để giữ lòng trung" với nhà Lê.

## Vinh danh và tưởng nhớ
Từng có nhà thờ tự Trần Lư nhưng đến năm 1947 thì bị phá, nay chỉ còn một tấm bia nhưng chữ đã mòn. Trần Lư được nhiều người làm nghề sơn ở Đồng bằng sông Hồng thờ làm tổ nghề. Khoảng giữa thế kỷ 19, người làm nghề sơn làng Hà Vỹ, xã Lê Lợi, huyện Thường Tín có lập đình thờ ông và cho tổ chức lễ hội và rước kiệu thờ quanh phố cùng với một số nghi lễ khác vào đầu tháng 2 hàng năm để tưởng nhớ ông. Trần Lư còn có miếu thờ tại phố Nam Ngư.
Ngày 22/02/2019 tên ông được đặt cho tuyến đường Quốc lộ 1 chạy qua thị trấn Thường Tín, huyện Thường Tín, Hà Nội, phố dài 678 m từ Km 19+250 đến Km 19+928. Phố này thay cho tên gọi Phố Ga trước đây.

## Nhận định
Trong Lịch triều hiến chương loại chí, ở "Nhân vật chí", Phan Huy Chú có viết một mục về ông tại phần "Bề tôi tiết nghĩa". Theo Phan Huy Chú, Trần Lư được khen là có tiết nghĩa do không làm quan cho nhà Mạc. Thơ của ông được đánh giá là "lời đẹp, giàu tình, mang lòng yêu dân, yêu nước, thủy chung".